# Stempelhöhe
Die Stempelhöhe ist mit 422 m ü. NHN der zweithöchste Gipfel des Hahnenkammhöhenzuges im Spessart im bayerischen Landkreis Aschaffenburg in Deutschland.

## Geographie
Über den Gipfel der Stempelhöhe verläuft die Gemeindegrenze zwischen Alzenau (Gemarkung Hörstein) und Mömbris. Östlich liegen die Mömbriser Gemeindeteile Angelsberg, Gunzenbach und Hohl. Im Norden des Berges entspringt der Krebsbach, im Westen der Rückersbach und südlich der Hohlenbach. Im Südosten geht die Stempelhöhe flach zum Scharfenstein, im Norden zur Elbernhöhe, im Süden zum Rabengrundkopf und im Nordosten zur Schweinskaute über. An einem nordöstlichen Nebengipfel der Stempelhöhe befindet sich der topographisch höchste Punkt der Mömbriser Gemeindegemarkung. Über die Stempelhöhe führen der Fränkische Marienweg und der Degen-Weg.

## Geschichte

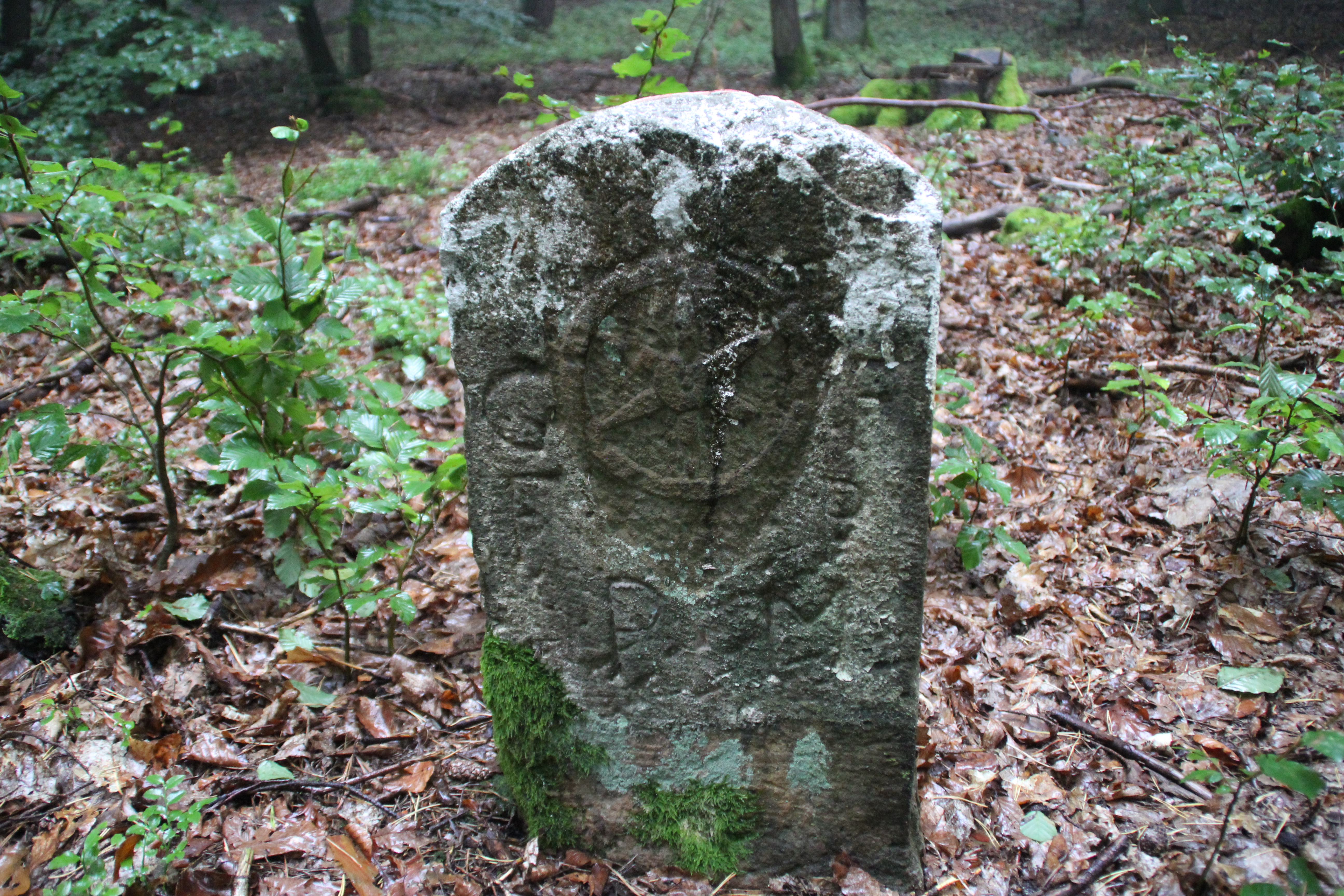
Historischer Grenzstein an der Stempelhöhe. Er trennte die früheren Gebiete von Großherzogtum Hessen und Großherzogtum Frankfurt.

Über die Stempelhöhe verlief nicht immer nur die Grenze zwischen den Kommunen Alzenau und Mömbris. Dort gibt es eine Reihe noch gut erhaltener, alter Grenzsteine von 1810. Sie trennten die historischen Gebiete zweier früherer Staaten im Rheinbund. Auf der westlichen Seite lag das Territorium des Großherzogtums Hessen, dem das Amt Alzenau in der Provinz Starkenburg angehörte. Auf der östlichen Seite befand sich das Großherzogtum Frankfurt mit der Pfarrei Mömbris im Departement Aschaffenburg. Alle diese Grenzsteine sind durchnummeriert; im Bereich der Stempelhöhe von 117 bis 123.